# П'єкний Орест Михайлович
Орест Михайлович П'єкний (14 квітня 1946, с. Ягільниця, нині Чортківського району — 17 січня 2007, Чортків) — хореограф, педагог. Заслужений працівник культури УРСР (1988).

## Життєпис
1971 — закінчив Теребовлянське культурно-освітнє училище (нині вище училище культури).
Працював інструктором-методистом Чортківської РБК, де створив і очолив ансамбль танцю «Кременчанка», який 1973 отримав звання «народний», гастролював у республіках колишнього СРСР і за кордоном.
Від 1999 — викладач Чортківського педагогічного училища, керівник народного ансамблю танцю «Яблуневий цвіт».

## Нагороди
- нагороджений знаком Міністерства культури СРСР «За досягнення в самодіяльній художній творчості» (1982).